# Сегенрейх, Бен
Бен Сегенрейх — журналист, политический обозреватель, корреспондент ОРФ (теле- и радиовещания) в Израиле (Тель-Авиве).

## Биография
Родился 3 марта 1952 года в Вене. Закончил Французский Лицей в Вене, изучал физику и математику в Париже и Вене. В студенческие годы занимался проблемами антисемитизма и дискриминации евреев в Советском Союзе. 
Получил звание доктора физических наук. Работал над созданием программ для физических исследований. Одновременно был австрийским корреспондентом  израильской газеты «Маарив».
В 1983 уехал в Израиль. Работал программистом. 
С 1989 писал статьи для австрийских, немецких и швейцарских газет и журналов. С 1990 года является теле- и радио корреспондентом ОРФ в Израиле. В 2009 году стал членом Международного Совета австрийской службы за границей.
Женат, отец двух дочерей.

## Публикации
- Hat Obama Nahost-Substanz?

## Награды
2010: Почётный знак «За заслуги перед Австрийской Республикой»
2019: Почётный знак «За заслуги перед Австрийской Республикой» 